# Marleen Sijbers
M.L.P. (Marleen) Sijbers (Venray, 23 mei 1965) is een Nederlands bestuurster en VVD-politica. Sinds 15 november 2020 is zij burgemeester van Tholen. 

## Biografie
Sijbers is een ondernemersdochter en studeerde Nederlandse landbouw aan de Agrarische Hogeschool met als keuzevak marketing. Vanaf 2006 was Sijbers wethouder in Neerijnen namens de VVD. Van 30 maart 2010 tot en met 7 november 2019 was ze burgemeester van Sint Anthonis. Ze was in 2010 door de gemeenteraad van Sint Anthonis voorgedragen als ideale kandidaat uit 31 aanmeldingen. In november 2019 werd Marcel Fränzel waarnemend burgemeester van Sint Anthonis. Sinds 15 november 2020 is zij burgemeester van Tholen.
Sijbers is gehuwd en heeft twee kinderen.